# ساختار لیگ فوتبال ایران
ساختار لیگ فوتبال ایران بر اساس مجموعه‌ای از لیگ‌های به هم پیوسته‌است که با شرکت باشگاه‌ها از سراسر ایران برگزار می‌شود.

## ساختار
ساختار فوتبال در سال ۱۳۸۰ (۲۰۰۱ میلادی) پس از راه‌اندازی لیگ برتر فوتبال ایران که در بالاترین سطح در بین لیگ‌های ایران قرار دارد لیگ آزادگان به عنوان لیگ درجه ۲ کشور انتخاب شد.
لیگ دسته دوم فوتبال ایران و لیگ دسته سوم فوتبال ایران و لیگ دسته چهارم فوتبال ایران پس از لیگ آزادگان در رده‌های پایینی ساختار لیگ‌های ایران قرار دارند.
تمامی لیگ‌های فوتبال ایران زیر نظر فدراسیون فوتبال ایران برگزار می‌شود.

### تاریخچه
ورزش به خصوص فوتبال در گذشته از سال ۱۳۳۴ در قالب مسابقاتی متمرکز با حضور قهرمانان رشته‌های مختلف در کشور برگزار می‌شد. در آن زمان فوتبال ایران با ساختاری به نام لیگ یا مسابقات باشگاهی غریبه بود و فوتبال تنها در قالب مسابقات استانی یا رقابت بین قهرمانان استان‌ها در سراسر کشور انجام می‌شد.
شاید یکی از قدیمی‌ترین مسابقاتی که در تاریخ فوتبال ایران به ثبت رسیده‌است، دیدارهای متمرکزی بود که در سال ۱۳۳۹ شمسی برگزار و با قهرمانی تیم شاهین آبادان به پایان رسید.
این رقابت‌ها در ۶ گروه برگزار شد و تیم‌های برتر هر گروه به دیدار پایانی راه یافتند اما چون اکثریت تیم‌های حاضر در این مسابقات منتخب استان‌ها بودند، نمی‌توان نام آن را رقابت‌های باشگاهی یا لیگ نهاد. دو سال بعد تیم دارایی فاتح چنین تورنمنتی شد و در سال‌های ۱۳۴۶ و ۱۳۴۷ پاس در این مسابقات به مقام نخست دست یافت.
در مجموع آمارنویسان فوتبال ایران، سال ۱۳۴۹ را آغاز فوتبال باشگاهی ایران می‌دانند، مسابقاتی که در زمان ریاست مصطفی مکری برای اولین بار جنبه رقابت‌های باشگاهی به خود گرفت زیرا تمام تیم‌های حاضر در آن باشگاهی بودند.
استقلال یا همان تاج پیشین قهرمان آن دوره نام گرفت ولی یک سال بعد پرسپولیس موفق به فتح آن جام شد تا قهرمانان این مسابقات تیم‌های سرخابی تهران باشند.
تجربه برگزاری این مسابقات توجه بیشتر مردم به این رشته ورزشی، گسترش فوتبال در زمین‌های خاکی مناطق مختلف تهران و شهرهای دیگر و همچنین افزایش امکانات ابتدایی برای این ورزش در نقاط مختلف کشور، زمینه ایجاد مسابقات معتبری به نام تخت جمشید را در فوتبال ایران فراهم کرد.
این رقابت‌ها از سال ۱۳۵۲ به صورت رسمی آغاز شد تا فوتبال باشگاهی ایران وارد مرحله جدیدی از برنامه‌ریزی و انضباط اجرایی شود.

### آغاز جام تخت جمشید
در اوایل دهه پنجاه هجری شمسی فوتبال در ایران جنبه عمومی پیدا کرده و چندین مسابقه مختلف در استان‌های بزرگ کشور برگزار شد.
در سال ۱۳۵۲ شمسی (۱۹۷۳ میلادی) و در زمان ریاست آتابای بر فدراسیون فوتبال تصمیم بر آن شد تا مسابقات فوتبال باشگاهی در ایران همانند لیگ‌های معتبر اروپایی برگزار شود. از این رو پس از انجام برنامه‌ریزی این رقابت‌ها، نام جام تخت جمشید بر آن نهاده شد تا سمبل و معرفی برای تاریخ ایران باستان باشد.
اولین دوره مسابقات جام تخت جمشید با حضور دوازده تیم آغاز شد، در نهایت و بعد از انجام بازی‌های رفت و برگشت بین تیم‌های حاضر در این مسابقات، پرسپولیس که بر خلاف اکثر تیم‌های حاضر در آن جام از طریق بخش خصوصی اداره می‌شد، عنوان قهرمانی را در اولین دوره این رقابت‌ها از آن خود کرد. تاج (استقلال فعلی) نایب قهرمان شد و پاس به مقام سوم دست یافت.
در سال ۱۳۵۳ تاج (استقلال فعلی) توانست عنوان قهرمانی را به دست آورد اما در سال ۱۳۵۴ بار دیگر پرسپولیس فاتح این رقابت‌ها نام گرفت. در سال‌های ۱۳۵۵ و ۱۳۵۶ این تیم پاس بود که موفق شد دو جام قهرمانی متوالی را بر بالای سر ببرد.
ششمین دوره این مسابقات با پیروزی انقلاب اسلامی ناتمام ماند تا فوتبال باشگاهی ایران مدت‌ها به صورت غیررسمی برگزار شود.

### فوتبال ایران از جام قدس تا جام آزادگان
وقوع انقلاب اسلامی در ایران و همچنین جنگ تحمیلی باعث شد لیگ فوتبال ایران با یک دهه وقفه مواجه شود. در این سال‌ها مسابقات فوتبال در داخل کشور با حضور تیم‌هایی با نام استان‌ها یا مسابقات باشگاهی با تعداد محدود در داخل استان‌ها برگزار می‌شد.
البته در سال ۱۳۶۴ مسابقاتی با عنوان جام قدس برگزار شد که تیم تهران الف موفق شد بالاتر از تیم‌های تهران ب و مازندران قرار گرفته و عنوان قهرمانی را به دست آورد.
در سال ۱۳۶۷ بازی‌هایی با عنوان جام هفدهم شهریور با حضور ۱۷ تیم تهرانی در این شهر برگزار شد و در نهایت پرسپولیس با کسب ۴۰ امتیاز از ۱۶ بازی بالاتر از تیم‌های دارایی، اکباتان و استقلال قرارگرفت و عنوان قهرمانی را از آن خود کرد.
در سال ۱۳۶۸ این مسابقات بار دیگر با عنوان جام قدس پیگیری شد و این بار تیم فوتبال استقلال موفق شد به مقام قهرمانی دست یابد.
در پایان این رقابت‌ها و در دوره ریاست ناصر نوآموز بر فدراسیون فوتبال، طرح برگزاری مسابقاتی با عنوان جام آزادگان با حضور تیم‌هایی از سراسر ایران تصویب شد.
پاس فاتح اولین دوره این مسابقات که در سال ۱۳۶۹ برگزار شد نام گرفت. این تیم در سال بعد هم موفق به کسب عنوان قهرمانی در این جام شد و در همین زمان نیز جام قهرمانی باشگاه‌های آسیا را با شکست نماینده عربستان در دیدار فینال به ایران آورد.
پس از دو قهرمانی متوالی پاس نوبت به نارنجی پوشان تهرانی (سایپا) رسید تا در سال‌های ۱۳۷۱ و ۱۳۷۲ دو بار پیاپی فاتح این جام شدند. پرسپولیس در سال‌های ۱۳۷۳ و ۱۳۷۴ جام قهرمانی را از آن خود کرد تا بار دیگر سرخپوشان پایتخت در فوتبال ایران قدرت نمایی کنند. در سال ۱۳۷۵ استقلال فاتح این رقابت‌ها نام گرفت و جواز حضور در مسابقات قهرمانی باشگاه‌های آسیا را هم به دست آورد اما در دیدار فینال آن مسابقات با نتیجه ۲ بر یک مغلوب جوبیلوایواتای ژاپن شد.
پرسپولیسی‌ها در سال ۱۳۷۶ با اختلاف ۱۲ امتیازی از استقلال سومین قهرمانی خود را در جام آزادگان جشن گرفتند، آن‌ها فصل بعد هم با ۵۴ امتیاز و اختلاف ۷ امتیاز با استقلال برای چهارمین بار فاتح این مسابقات شدند.
در سال ۱۳۷۸ که آخرین دوره مسابقات جام آزادگان برگزار شد، استقلالی‌ها با ۵۰ امتیاز و بالاتر از پرسپولیس ۴۶ امتیازی به مقام نخست دست یافتند تا آخرین جام این مسابقات به کلکسیون افتخارات این باشگاه اضافه شود.

## سیستم کنونی
| ۱ | ۱ | لیگ برتر فوتبال ایران (جام خلیج فارس) ۱۶ باشگاه ، ۲ باشگاه سقوط | لیگ برتر فوتبال ایران (جام خلیج فارس) ۱۶ باشگاه ، ۲ باشگاه سقوط | لیگ برتر فوتبال ایران (جام خلیج فارس) ۱۶ باشگاه ، ۲ باشگاه سقوط | لیگ برتر فوتبال ایران (جام خلیج فارس) ۱۶ باشگاه ، ۲ باشگاه سقوط | لیگ برتر فوتبال ایران (جام خلیج فارس) ۱۶ باشگاه ، ۲ باشگاه سقوط | لیگ برتر فوتبال ایران (جام خلیج فارس) ۱۶ باشگاه ، ۲ باشگاه سقوط | لیگ برتر فوتبال ایران (جام خلیج فارس) ۱۶ باشگاه ، ۲ باشگاه سقوط | لیگ برتر فوتبال ایران (جام خلیج فارس) ۱۶ باشگاه ، ۲ باشگاه سقوط | لیگ برتر فوتبال ایران (جام خلیج فارس) ۱۶ باشگاه ، ۲ باشگاه سقوط | لیگ برتر فوتبال ایران (جام خلیج فارس) ۱۶ باشگاه ، ۲ باشگاه سقوط | لیگ برتر فوتبال ایران (جام خلیج فارس) ۱۶ باشگاه ، ۲ باشگاه سقوط | لیگ برتر فوتبال ایران (جام خلیج فارس) ۱۶ باشگاه ، ۲ باشگاه سقوط | لیگ برتر فوتبال ایران (جام خلیج فارس) ۱۶ باشگاه ، ۲ باشگاه سقوط | لیگ برتر فوتبال ایران (جام خلیج فارس) ۱۶ باشگاه ، ۲ باشگاه سقوط | لیگ برتر فوتبال ایران (جام خلیج فارس) ۱۶ باشگاه ، ۲ باشگاه سقوط | لیگ برتر فوتبال ایران (جام خلیج فارس) ۱۶ باشگاه ، ۲ باشگاه سقوط | لیگ برتر فوتبال ایران (جام خلیج فارس) ۱۶ باشگاه ، ۲ باشگاه سقوط | لیگ برتر فوتبال ایران (جام خلیج فارس) ۱۶ باشگاه ، ۲ باشگاه سقوط |                                                        |                                                        |                                                        |
| ۲ | ۲ | لیگ آزادگان ۱۸ باشگاه ، ۲ باشگاه صعود ، ۳ باشگاه سقوط | لیگ آزادگان ۱۸ باشگاه ، ۲ باشگاه صعود ، ۳ باشگاه سقوط | لیگ آزادگان ۱۸ باشگاه ، ۲ باشگاه صعود ، ۳ باشگاه سقوط | لیگ آزادگان ۱۸ باشگاه ، ۲ باشگاه صعود ، ۳ باشگاه سقوط | لیگ آزادگان ۱۸ باشگاه ، ۲ باشگاه صعود ، ۳ باشگاه سقوط | لیگ آزادگان ۱۸ باشگاه ، ۲ باشگاه صعود ، ۳ باشگاه سقوط | لیگ آزادگان ۱۸ باشگاه ، ۲ باشگاه صعود ، ۳ باشگاه سقوط | لیگ آزادگان ۱۸ باشگاه ، ۲ باشگاه صعود ، ۳ باشگاه سقوط | لیگ آزادگان ۱۸ باشگاه ، ۲ باشگاه صعود ، ۳ باشگاه سقوط | لیگ آزادگان ۱۸ باشگاه ، ۲ باشگاه صعود ، ۳ باشگاه سقوط | لیگ آزادگان ۱۸ باشگاه ، ۲ باشگاه صعود ، ۳ باشگاه سقوط | لیگ آزادگان ۱۸ باشگاه ، ۲ باشگاه صعود ، ۳ باشگاه سقوط | لیگ آزادگان ۱۸ باشگاه ، ۲ باشگاه صعود ، ۳ باشگاه سقوط | لیگ آزادگان ۱۸ باشگاه ، ۲ باشگاه صعود ، ۳ باشگاه سقوط | لیگ آزادگان ۱۸ باشگاه ، ۲ باشگاه صعود ، ۳ باشگاه سقوط | لیگ آزادگان ۱۸ باشگاه ، ۲ باشگاه صعود ، ۳ باشگاه سقوط | لیگ آزادگان ۱۸ باشگاه ، ۲ باشگاه صعود ، ۳ باشگاه سقوط | لیگ آزادگان ۱۸ باشگاه ، ۲ باشگاه صعود ، ۳ باشگاه سقوط |                                                        |                                                        |                                                        |
| ۳ | ۳ | لیگ دسته دوم گروه ۱ ۱۴ باشگاه ، ۱ باشگاه صعود ، ۱ باشگاه پلی آف ، ۳ باشگاه سقوط | لیگ دسته دوم گروه ۱ ۱۴ باشگاه ، ۱ باشگاه صعود ، ۱ باشگاه پلی آف ، ۳ باشگاه سقوط | لیگ دسته دوم گروه ۱ ۱۴ باشگاه ، ۱ باشگاه صعود ، ۱ باشگاه پلی آف ، ۳ باشگاه سقوط | لیگ دسته دوم گروه ۱ ۱۴ باشگاه ، ۱ باشگاه صعود ، ۱ باشگاه پلی آف ، ۳ باشگاه سقوط | لیگ دسته دوم گروه ۱ ۱۴ باشگاه ، ۱ باشگاه صعود ، ۱ باشگاه پلی آف ، ۳ باشگاه سقوط | لیگ دسته دوم گروه ۱ ۱۴ باشگاه ، ۱ باشگاه صعود ، ۱ باشگاه پلی آف ، ۳ باشگاه سقوط | لیگ دسته دوم گروه ۱ ۱۴ باشگاه ، ۱ باشگاه صعود ، ۱ باشگاه پلی آف ، ۳ باشگاه سقوط | لیگ دسته دوم گروه ۱ ۱۴ باشگاه ، ۱ باشگاه صعود ، ۱ باشگاه پلی آف ، ۳ باشگاه سقوط | لیگ دسته دوم گروه ۲ ۱۴ باشگاه ، ۱ باشگاه صعود ، ۱ باشگاه پلی آف ، ۳ باشگاه سقوط | لیگ دسته دوم گروه ۲ ۱۴ باشگاه ، ۱ باشگاه صعود ، ۱ باشگاه پلی آف ، ۳ باشگاه سقوط | لیگ دسته دوم گروه ۲ ۱۴ باشگاه ، ۱ باشگاه صعود ، ۱ باشگاه پلی آف ، ۳ باشگاه سقوط | لیگ دسته دوم گروه ۲ ۱۴ باشگاه ، ۱ باشگاه صعود ، ۱ باشگاه پلی آف ، ۳ باشگاه سقوط | لیگ دسته دوم گروه ۲ ۱۴ باشگاه ، ۱ باشگاه صعود ، ۱ باشگاه پلی آف ، ۳ باشگاه سقوط | لیگ دسته دوم گروه ۲ ۱۴ باشگاه ، ۱ باشگاه صعود ، ۱ باشگاه پلی آف ، ۳ باشگاه سقوط | لیگ دسته دوم گروه ۲ ۱۴ باشگاه ، ۱ باشگاه صعود ، ۱ باشگاه پلی آف ، ۳ باشگاه سقوط | لیگ دسته دوم گروه ۲ ۱۴ باشگاه ، ۱ باشگاه صعود ، ۱ باشگاه پلی آف ، ۳ باشگاه سقوط | | |                                                        |                                                        |                                                        |
| ۴ | ۴ | لیگ دسته سوم گروه ۱ ۱۲ باشگاه۲باشگاه صعود،۴باشگاه سقوط | لیگ دسته سوم گروه ۱ ۱۲ باشگاه۲باشگاه صعود،۴باشگاه سقوط | لیگ دسته سوم گروه ۱ ۱۲ باشگاه۲باشگاه صعود،۴باشگاه سقوط | لیگ دسته سوم گروه ۱ ۱۲ باشگاه۲باشگاه صعود،۴باشگاه سقوط | لیگ دسته سوم گروه ۱ ۱۲ باشگاه۲باشگاه صعود،۴باشگاه سقوط | لیگ دسته سوم گروه ۱ ۱۲ باشگاه۲باشگاه صعود،۴باشگاه سقوط | لیگ دسته سوم گروه ۱ ۱۲ باشگاه۲باشگاه صعود،۴باشگاه سقوط | لیگ دسته سوم گروه ۲ ۱۲ باشگاه۲باشگاه صعود،۴باشگاه سقوط | لیگ دسته سوم گروه ۲ ۱۲ باشگاه۲باشگاه صعود،۴باشگاه سقوط | لیگ دسته سوم گروه ۲ ۱۲ باشگاه۲باشگاه صعود،۴باشگاه سقوط | لیگ دسته سوم گروه ۲ ۱۲ باشگاه۲باشگاه صعود،۴باشگاه سقوط | لیگ دسته سوم گروه ۲ ۱۲ باشگاه۲باشگاه صعود،۴باشگاه سقوط | لیگ دسته سوم گروه ۲ ۱۲ باشگاه۲باشگاه صعود،۴باشگاه سقوط | لیگ دسته سوم گروه ۲ ۱۲ باشگاه۲باشگاه صعود،۴باشگاه سقوط | لیگ دسته سوم گروه ۳ ۱۲ باشگاه۲باشگاه صعود،۴باشگاه سقوط | لیگ دسته سوم گروه ۳ ۱۲ باشگاه۲باشگاه صعود،۴باشگاه سقوط | لیگ دسته سوم گروه ۳ ۱۲ باشگاه۲باشگاه صعود،۴باشگاه سقوط | لیگ دسته سوم گروه ۳ ۱۲ باشگاه۲باشگاه صعود،۴باشگاه سقوط | لیگ دسته سوم گروه ۳ ۱۲ باشگاه۲باشگاه صعود،۴باشگاه سقوط | لیگ دسته سوم گروه ۳ ۱۲ باشگاه۲باشگاه صعود،۴باشگاه سقوط | لیگ دسته سوم گروه ۳ ۱۲ باشگاه۲باشگاه صعود،۴باشگاه سقوط |
| ۵ | ۵ | لیگ دسته چهارم گروه ۱ ۱۰ باشگاه۲ باشگاه صعود،۵ باشگاه سقوط | لیگ دسته چهارم گروه ۱ ۱۰ باشگاه۲ باشگاه صعود،۵ باشگاه سقوط | لیگ دسته چهارم گروه ۱ ۱۰ باشگاه۲ باشگاه صعود،۵ باشگاه سقوط | لیگ دسته چهارم گروه ۲ ۱۰ باشگاه۲ باشگاه صعود،۵ باشگاه سقوط | لیگ دسته چهارم گروه ۲ ۱۰ باشگاه۲ باشگاه صعود،۵ باشگاه سقوط | لیگ دسته چهارم گروه ۲ ۱۰ باشگاه۲ باشگاه صعود،۵ باشگاه سقوط | لیگ دسته چهارم گروه ۳ ۱۰ باشگاه۲ باشگاه صعود،۵ باشگاه سقوط | لیگ دسته چهارم گروه ۳ ۱۰ باشگاه۲ باشگاه صعود،۵ باشگاه سقوط | لیگ دسته چهارم گروه ۳ ۱۰ باشگاه۲ باشگاه صعود،۵ باشگاه سقوط | لیگ دسته چهارم گروه ۴ ۱۰ باشگاه۲ باشگاه صعود،۵ باشگاه سقوط | لیگ دسته چهارم گروه ۴ ۱۰ باشگاه۲ باشگاه صعود،۵ باشگاه سقوط | لیگ دسته چهارم گروه ۴ ۱۰ باشگاه۲ باشگاه صعود،۵ باشگاه سقوط | لیگ دسته چهارم گروه ۵ ۱۰ باشگاه۲ باشگاه صعود،۵ باشگاه سقوط | لیگ دسته چهارم گروه ۵ ۱۰ باشگاه۲ باشگاه صعود،۵ باشگاه سقوط | لیگ دسته چهارم گروه ۵ ۱۰ باشگاه۲ باشگاه صعود،۵ باشگاه سقوط | لیگ دسته چهارم گروه ۶ ۱۰ باشگاه۲ باشگاه صعود،۵ باشگاه سقوط | لیگ دسته چهارم گروه ۶ ۱۰ باشگاه۲ باشگاه صعود،۵ باشگاه سقوط | لیگ دسته چهارم گروه ۶ ۱۰ باشگاه۲ باشگاه صعود،۵ باشگاه سقوط |                                                        |                                                        |                                                        |
| ۶ | ۶ | لیگ‌های استانی لیگ استان البرز، لیگ استان اردبیل، لیگ استان بوشهر، لیگ استان چهارمحال و بختیاری، لیگ استان آذربایجان شرقی، لیگ استان اصفهان، لیگ استان فارس، لیگ استان گیلان، لیگ استان گلستان، لیگ استان همدان، لیگ استان هرمزگان، لیگ استان ایلام، لیگ استان کرمان، لیگ استان کرمانشاه، لیگ استان خوزستان، لیگ استان کهگیلویه و بویراحمد، لیگ استان کردستان، لیگ استان لرستان، لیگ استان مرکزی، لیگ استان مازندران، لیگ استان خراسان شمالی، لیگ استان قزوین، لیگ استان قم، لیگ استان خراسان رضوی، لیگ استان سمنان، لیگ استان سیستان و بلوچستان، لیگ استان خراسان جنوبی، لیگ استان تهران، لیگ استان آذربایجان غربی، لیگ استان یزد، لیگ استان زنجان (لیگ‌ها توسط هیئت فوتبال استان‌ها برگزار می‌شود) | لیگ‌های استانی لیگ استان البرز، لیگ استان اردبیل، لیگ استان بوشهر، لیگ استان چهارمحال و بختیاری، لیگ استان آذربایجان شرقی، لیگ استان اصفهان، لیگ استان فارس، لیگ استان گیلان، لیگ استان گلستان، لیگ استان همدان، لیگ استان هرمزگان، لیگ استان ایلام، لیگ استان کرمان، لیگ استان کرمانشاه، لیگ استان خوزستان، لیگ استان کهگیلویه و بویراحمد، لیگ استان کردستان، لیگ استان لرستان، لیگ استان مرکزی، لیگ استان مازندران، لیگ استان خراسان شمالی، لیگ استان قزوین، لیگ استان قم، لیگ استان خراسان رضوی، لیگ استان سمنان، لیگ استان سیستان و بلوچستان، لیگ استان خراسان جنوبی، لیگ استان تهران، لیگ استان آذربایجان غربی، لیگ استان یزد، لیگ استان زنجان (لیگ‌ها توسط هیئت فوتبال استان‌ها برگزار می‌شود) | لیگ‌های استانی لیگ استان البرز، لیگ استان اردبیل، لیگ استان بوشهر، لیگ استان چهارمحال و بختیاری، لیگ استان آذربایجان شرقی، لیگ استان اصفهان، لیگ استان فارس، لیگ استان گیلان، لیگ استان گلستان، لیگ استان همدان، لیگ استان هرمزگان، لیگ استان ایلام، لیگ استان کرمان، لیگ استان کرمانشاه، لیگ استان خوزستان، لیگ استان کهگیلویه و بویراحمد، لیگ استان کردستان، لیگ استان لرستان، لیگ استان مرکزی، لیگ استان مازندران، لیگ استان خراسان شمالی، لیگ استان قزوین، لیگ استان قم، لیگ استان خراسان رضوی، لیگ استان سمنان، لیگ استان سیستان و بلوچستان، لیگ استان خراسان جنوبی، لیگ استان تهران، لیگ استان آذربایجان غربی، لیگ استان یزد، لیگ استان زنجان (لیگ‌ها توسط هیئت فوتبال استان‌ها برگزار می‌شود) | لیگ‌های استانی لیگ استان البرز، لیگ استان اردبیل، لیگ استان بوشهر، لیگ استان چهارمحال و بختیاری، لیگ استان آذربایجان شرقی، لیگ استان اصفهان، لیگ استان فارس، لیگ استان گیلان، لیگ استان گلستان، لیگ استان همدان، لیگ استان هرمزگان، لیگ استان ایلام، لیگ استان کرمان، لیگ استان کرمانشاه، لیگ استان خوزستان، لیگ استان کهگیلویه و بویراحمد، لیگ استان کردستان، لیگ استان لرستان، لیگ استان مرکزی، لیگ استان مازندران، لیگ استان خراسان شمالی، لیگ استان قزوین، لیگ استان قم، لیگ استان خراسان رضوی، لیگ استان سمنان، لیگ استان سیستان و بلوچستان، لیگ استان خراسان جنوبی، لیگ استان تهران، لیگ استان آذربایجان غربی، لیگ استان یزد، لیگ استان زنجان (لیگ‌ها توسط هیئت فوتبال استان‌ها برگزار می‌شود) | لیگ‌های استانی لیگ استان البرز، لیگ استان اردبیل، لیگ استان بوشهر، لیگ استان چهارمحال و بختیاری، لیگ استان آذربایجان شرقی، لیگ استان اصفهان، لیگ استان فارس، لیگ استان گیلان، لیگ استان گلستان، لیگ استان همدان، لیگ استان هرمزگان، لیگ استان ایلام، لیگ استان کرمان، لیگ استان کرمانشاه، لیگ استان خوزستان، لیگ استان کهگیلویه و بویراحمد، لیگ استان کردستان، لیگ استان لرستان، لیگ استان مرکزی، لیگ استان مازندران، لیگ استان خراسان شمالی، لیگ استان قزوین، لیگ استان قم، لیگ استان خراسان رضوی، لیگ استان سمنان، لیگ استان سیستان و بلوچستان، لیگ استان خراسان جنوبی، لیگ استان تهران، لیگ استان آذربایجان غربی، لیگ استان یزد، لیگ استان زنجان (لیگ‌ها توسط هیئت فوتبال استان‌ها برگزار می‌شود) | لیگ‌های استانی لیگ استان البرز، لیگ استان اردبیل، لیگ استان بوشهر، لیگ استان چهارمحال و بختیاری، لیگ استان آذربایجان شرقی، لیگ استان اصفهان، لیگ استان فارس، لیگ استان گیلان، لیگ استان گلستان، لیگ استان همدان، لیگ استان هرمزگان، لیگ استان ایلام، لیگ استان کرمان، لیگ استان کرمانشاه، لیگ استان خوزستان، لیگ استان کهگیلویه و بویراحمد، لیگ استان کردستان، لیگ استان لرستان، لیگ استان مرکزی، لیگ استان مازندران، لیگ استان خراسان شمالی، لیگ استان قزوین، لیگ استان قم، لیگ استان خراسان رضوی، لیگ استان سمنان، لیگ استان سیستان و بلوچستان، لیگ استان خراسان جنوبی، لیگ استان تهران، لیگ استان آذربایجان غربی، لیگ استان یزد، لیگ استان زنجان (لیگ‌ها توسط هیئت فوتبال استان‌ها برگزار می‌شود) | لیگ‌های استانی لیگ استان البرز، لیگ استان اردبیل، لیگ استان بوشهر، لیگ استان چهارمحال و بختیاری، لیگ استان آذربایجان شرقی، لیگ استان اصفهان، لیگ استان فارس، لیگ استان گیلان، لیگ استان گلستان، لیگ استان همدان، لیگ استان هرمزگان، لیگ استان ایلام، لیگ استان کرمان، لیگ استان کرمانشاه، لیگ استان خوزستان، لیگ استان کهگیلویه و بویراحمد، لیگ استان کردستان، لیگ استان لرستان، لیگ استان مرکزی، لیگ استان مازندران، لیگ استان خراسان شمالی، لیگ استان قزوین، لیگ استان قم، لیگ استان خراسان رضوی، لیگ استان سمنان، لیگ استان سیستان و بلوچستان، لیگ استان خراسان جنوبی، لیگ استان تهران، لیگ استان آذربایجان غربی، لیگ استان یزد، لیگ استان زنجان (لیگ‌ها توسط هیئت فوتبال استان‌ها برگزار می‌شود) | لیگ‌های استانی لیگ استان البرز، لیگ استان اردبیل، لیگ استان بوشهر، لیگ استان چهارمحال و بختیاری، لیگ استان آذربایجان شرقی، لیگ استان اصفهان، لیگ استان فارس، لیگ استان گیلان، لیگ استان گلستان، لیگ استان همدان، لیگ استان هرمزگان، لیگ استان ایلام، لیگ استان کرمان، لیگ استان کرمانشاه، لیگ استان خوزستان، لیگ استان کهگیلویه و بویراحمد، لیگ استان کردستان، لیگ استان لرستان، لیگ استان مرکزی، لیگ استان مازندران، لیگ استان خراسان شمالی، لیگ استان قزوین، لیگ استان قم، لیگ استان خراسان رضوی، لیگ استان سمنان، لیگ استان سیستان و بلوچستان، لیگ استان خراسان جنوبی، لیگ استان تهران، لیگ استان آذربایجان غربی، لیگ استان یزد، لیگ استان زنجان (لیگ‌ها توسط هیئت فوتبال استان‌ها برگزار می‌شود) | لیگ‌های استانی لیگ استان البرز، لیگ استان اردبیل، لیگ استان بوشهر، لیگ استان چهارمحال و بختیاری، لیگ استان آذربایجان شرقی، لیگ استان اصفهان، لیگ استان فارس، لیگ استان گیلان، لیگ استان گلستان، لیگ استان همدان، لیگ استان هرمزگان، لیگ استان ایلام، لیگ استان کرمان، لیگ استان کرمانشاه، لیگ استان خوزستان، لیگ استان کهگیلویه و بویراحمد، لیگ استان کردستان، لیگ استان لرستان، لیگ استان مرکزی، لیگ استان مازندران، لیگ استان خراسان شمالی، لیگ استان قزوین، لیگ استان قم، لیگ استان خراسان رضوی، لیگ استان سمنان، لیگ استان سیستان و بلوچستان، لیگ استان خراسان جنوبی، لیگ استان تهران، لیگ استان آذربایجان غربی، لیگ استان یزد، لیگ استان زنجان (لیگ‌ها توسط هیئت فوتبال استان‌ها برگزار می‌شود) | لیگ‌های استانی لیگ استان البرز، لیگ استان اردبیل، لیگ استان بوشهر، لیگ استان چهارمحال و بختیاری، لیگ استان آذربایجان شرقی، لیگ استان اصفهان، لیگ استان فارس، لیگ استان گیلان، لیگ استان گلستان، لیگ استان همدان، لیگ استان هرمزگان، لیگ استان ایلام، لیگ استان کرمان، لیگ استان کرمانشاه، لیگ استان خوزستان، لیگ استان کهگیلویه و بویراحمد، لیگ استان کردستان، لیگ استان لرستان، لیگ استان مرکزی، لیگ استان مازندران، لیگ استان خراسان شمالی، لیگ استان قزوین، لیگ استان قم، لیگ استان خراسان رضوی، لیگ استان سمنان، لیگ استان سیستان و بلوچستان، لیگ استان خراسان جنوبی، لیگ استان تهران، لیگ استان آذربایجان غربی، لیگ استان یزد، لیگ استان زنجان (لیگ‌ها توسط هیئت فوتبال استان‌ها برگزار می‌شود) | لیگ‌های استانی لیگ استان البرز، لیگ استان اردبیل، لیگ استان بوشهر، لیگ استان چهارمحال و بختیاری، لیگ استان آذربایجان شرقی، لیگ استان اصفهان، لیگ استان فارس، لیگ استان گیلان، لیگ استان گلستان، لیگ استان همدان، لیگ استان هرمزگان، لیگ استان ایلام، لیگ استان کرمان، لیگ استان کرمانشاه، لیگ استان خوزستان، لیگ استان کهگیلویه و بویراحمد، لیگ استان کردستان، لیگ استان لرستان، لیگ استان مرکزی، لیگ استان مازندران، لیگ استان خراسان شمالی، لیگ استان قزوین، لیگ استان قم، لیگ استان خراسان رضوی، لیگ استان سمنان، لیگ استان سیستان و بلوچستان، لیگ استان خراسان جنوبی، لیگ استان تهران، لیگ استان آذربایجان غربی، لیگ استان یزد، لیگ استان زنجان (لیگ‌ها توسط هیئت فوتبال استان‌ها برگزار می‌شود) | لیگ‌های استانی لیگ استان البرز، لیگ استان اردبیل، لیگ استان بوشهر، لیگ استان چهارمحال و بختیاری، لیگ استان آذربایجان شرقی، لیگ استان اصفهان، لیگ استان فارس، لیگ استان گیلان، لیگ استان گلستان، لیگ استان همدان، لیگ استان هرمزگان، لیگ استان ایلام، لیگ استان کرمان، لیگ استان کرمانشاه، لیگ استان خوزستان، لیگ استان کهگیلویه و بویراحمد، لیگ استان کردستان، لیگ استان لرستان، لیگ استان مرکزی، لیگ استان مازندران، لیگ استان خراسان شمالی، لیگ استان قزوین، لیگ استان قم، لیگ استان خراسان رضوی، لیگ استان سمنان، لیگ استان سیستان و بلوچستان، لیگ استان خراسان جنوبی، لیگ استان تهران، لیگ استان آذربایجان غربی، لیگ استان یزد، لیگ استان زنجان (لیگ‌ها توسط هیئت فوتبال استان‌ها برگزار می‌شود) | لیگ‌های استانی لیگ استان البرز، لیگ استان اردبیل، لیگ استان بوشهر، لیگ استان چهارمحال و بختیاری، لیگ استان آذربایجان شرقی، لیگ استان اصفهان، لیگ استان فارس، لیگ استان گیلان، لیگ استان گلستان، لیگ استان همدان، لیگ استان هرمزگان، لیگ استان ایلام، لیگ استان کرمان، لیگ استان کرمانشاه، لیگ استان خوزستان، لیگ استان کهگیلویه و بویراحمد، لیگ استان کردستان، لیگ استان لرستان، لیگ استان مرکزی، لیگ استان مازندران، لیگ استان خراسان شمالی، لیگ استان قزوین، لیگ استان قم، لیگ استان خراسان رضوی، لیگ استان سمنان، لیگ استان سیستان و بلوچستان، لیگ استان خراسان جنوبی، لیگ استان تهران، لیگ استان آذربایجان غربی، لیگ استان یزد، لیگ استان زنجان (لیگ‌ها توسط هیئت فوتبال استان‌ها برگزار می‌شود) | لیگ‌های استانی لیگ استان البرز، لیگ استان اردبیل، لیگ استان بوشهر، لیگ استان چهارمحال و بختیاری، لیگ استان آذربایجان شرقی، لیگ استان اصفهان، لیگ استان فارس، لیگ استان گیلان، لیگ استان گلستان، لیگ استان همدان، لیگ استان هرمزگان، لیگ استان ایلام، لیگ استان کرمان، لیگ استان کرمانشاه، لیگ استان خوزستان، لیگ استان کهگیلویه و بویراحمد، لیگ استان کردستان، لیگ استان لرستان، لیگ استان مرکزی، لیگ استان مازندران، لیگ استان خراسان شمالی، لیگ استان قزوین، لیگ استان قم، لیگ استان خراسان رضوی، لیگ استان سمنان، لیگ استان سیستان و بلوچستان، لیگ استان خراسان جنوبی، لیگ استان تهران، لیگ استان آذربایجان غربی، لیگ استان یزد، لیگ استان زنجان (لیگ‌ها توسط هیئت فوتبال استان‌ها برگزار می‌شود) | لیگ‌های استانی لیگ استان البرز، لیگ استان اردبیل، لیگ استان بوشهر، لیگ استان چهارمحال و بختیاری، لیگ استان آذربایجان شرقی، لیگ استان اصفهان، لیگ استان فارس، لیگ استان گیلان، لیگ استان گلستان، لیگ استان همدان، لیگ استان هرمزگان، لیگ استان ایلام، لیگ استان کرمان، لیگ استان کرمانشاه، لیگ استان خوزستان، لیگ استان کهگیلویه و بویراحمد، لیگ استان کردستان، لیگ استان لرستان، لیگ استان مرکزی، لیگ استان مازندران، لیگ استان خراسان شمالی، لیگ استان قزوین، لیگ استان قم، لیگ استان خراسان رضوی، لیگ استان سمنان، لیگ استان سیستان و بلوچستان، لیگ استان خراسان جنوبی، لیگ استان تهران، لیگ استان آذربایجان غربی، لیگ استان یزد، لیگ استان زنجان (لیگ‌ها توسط هیئت فوتبال استان‌ها برگزار می‌شود) | لیگ‌های استانی لیگ استان البرز، لیگ استان اردبیل، لیگ استان بوشهر، لیگ استان چهارمحال و بختیاری، لیگ استان آذربایجان شرقی، لیگ استان اصفهان، لیگ استان فارس، لیگ استان گیلان، لیگ استان گلستان، لیگ استان همدان، لیگ استان هرمزگان، لیگ استان ایلام، لیگ استان کرمان، لیگ استان کرمانشاه، لیگ استان خوزستان، لیگ استان کهگیلویه و بویراحمد، لیگ استان کردستان، لیگ استان لرستان، لیگ استان مرکزی، لیگ استان مازندران، لیگ استان خراسان شمالی، لیگ استان قزوین، لیگ استان قم، لیگ استان خراسان رضوی، لیگ استان سمنان، لیگ استان سیستان و بلوچستان، لیگ استان خراسان جنوبی، لیگ استان تهران، لیگ استان آذربایجان غربی، لیگ استان یزد، لیگ استان زنجان (لیگ‌ها توسط هیئت فوتبال استان‌ها برگزار می‌شود) | لیگ‌های استانی لیگ استان البرز، لیگ استان اردبیل، لیگ استان بوشهر، لیگ استان چهارمحال و بختیاری، لیگ استان آذربایجان شرقی، لیگ استان اصفهان، لیگ استان فارس، لیگ استان گیلان، لیگ استان گلستان، لیگ استان همدان، لیگ استان هرمزگان، لیگ استان ایلام، لیگ استان کرمان، لیگ استان کرمانشاه، لیگ استان خوزستان، لیگ استان کهگیلویه و بویراحمد، لیگ استان کردستان، لیگ استان لرستان، لیگ استان مرکزی، لیگ استان مازندران، لیگ استان خراسان شمالی، لیگ استان قزوین، لیگ استان قم، لیگ استان خراسان رضوی، لیگ استان سمنان، لیگ استان سیستان و بلوچستان، لیگ استان خراسان جنوبی، لیگ استان تهران، لیگ استان آذربایجان غربی، لیگ استان یزد، لیگ استان زنجان (لیگ‌ها توسط هیئت فوتبال استان‌ها برگزار می‌شود) | لیگ‌های استانی لیگ استان البرز، لیگ استان اردبیل، لیگ استان بوشهر، لیگ استان چهارمحال و بختیاری، لیگ استان آذربایجان شرقی، لیگ استان اصفهان، لیگ استان فارس، لیگ استان گیلان، لیگ استان گلستان، لیگ استان همدان، لیگ استان هرمزگان، لیگ استان ایلام، لیگ استان کرمان، لیگ استان کرمانشاه، لیگ استان خوزستان، لیگ استان کهگیلویه و بویراحمد، لیگ استان کردستان، لیگ استان لرستان، لیگ استان مرکزی، لیگ استان مازندران، لیگ استان خراسان شمالی، لیگ استان قزوین، لیگ استان قم، لیگ استان خراسان رضوی، لیگ استان سمنان، لیگ استان سیستان و بلوچستان، لیگ استان خراسان جنوبی، لیگ استان تهران، لیگ استان آذربایجان غربی، لیگ استان یزد، لیگ استان زنجان (لیگ‌ها توسط هیئت فوتبال استان‌ها برگزار می‌شود) |                                                        |                                                        |                                                        |

| ۱ | ۱ | لیگ برتر جوانان |

### زنان
| سطح | سطح | لیگ/دسته                               | لیگ/دسته                               | لیگ/دسته                               | لیگ/دسته                               | لیگ/دسته                               | لیگ/دسته                               | لیگ/دسته                               | لیگ/دسته                               | لیگ/دسته                               | لیگ/دسته                               | لیگ/دسته                               | لیگ/دسته                               | لیگ/دسته                               | لیگ/دسته                               | لیگ/دسته                               | لیگ/دسته                               | لیگ/دسته                               | لیگ/دسته                               |
| --- | --- | -------------------------------------- | -------------------------------------- | -------------------------------------- | -------------------------------------- | -------------------------------------- | -------------------------------------- | -------------------------------------- | -------------------------------------- | -------------------------------------- | -------------------------------------- | -------------------------------------- | -------------------------------------- | -------------------------------------- | -------------------------------------- | -------------------------------------- | -------------------------------------- | -------------------------------------- | -------------------------------------- |
| ۱   | ۱   | لیگ کوثر بانوان فوتبال ایران ۱۲ باشگاه | لیگ کوثر بانوان فوتبال ایران ۱۲ باشگاه | لیگ کوثر بانوان فوتبال ایران ۱۲ باشگاه | لیگ کوثر بانوان فوتبال ایران ۱۲ باشگاه | لیگ کوثر بانوان فوتبال ایران ۱۲ باشگاه | لیگ کوثر بانوان فوتبال ایران ۱۲ باشگاه | لیگ کوثر بانوان فوتبال ایران ۱۲ باشگاه | لیگ کوثر بانوان فوتبال ایران ۱۲ باشگاه | لیگ کوثر بانوان فوتبال ایران ۱۲ باشگاه | لیگ کوثر بانوان فوتبال ایران ۱۲ باشگاه | لیگ کوثر بانوان فوتبال ایران ۱۲ باشگاه | لیگ کوثر بانوان فوتبال ایران ۱۲ باشگاه | لیگ کوثر بانوان فوتبال ایران ۱۲ باشگاه | لیگ کوثر بانوان فوتبال ایران ۱۲ باشگاه | لیگ کوثر بانوان فوتبال ایران ۱۲ باشگاه | لیگ کوثر بانوان فوتبال ایران ۱۲ باشگاه | لیگ کوثر بانوان فوتبال ایران ۱۲ باشگاه | لیگ کوثر بانوان فوتبال ایران ۱۲ باشگاه |